# Orde van de Mexicaanse Adelaar

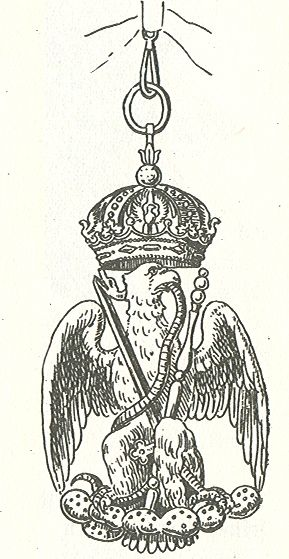
Kleinood

De  Keizerlijke Orde van de Mexicaanse Adelaar, (Spaans: "Orden Imperial del Aquila Mexicana") niet te verwarren met de veel jongere Orde van de Azteekse Adelaar is een oude Mexicaanse ridderorde.
De orde was een aanvulling op de oudere Keizerlijke Orde van Onze Lieve Vrouwe van Guadalupe (Spaans: "Orden Imperial de Nostra Señora de Guadelupe") die in 1822 door Agustín de Iturbide, Keizer Agustín I van Mexico, was ingesteld. De ridderorde kende vijf verschillende graden.

## Geschiedenis van de orde
De orde werd op 1 januari 1865 ingesteld en bestond totdat de keizer ten val werd gebracht.
President Benito Juárez heeft de Mexicaanse ridderorden afgeschaft, onder zijn bewind en dat van zijn opvolgers beschikte de Mexicaanse regering jarenlang niet over orden van verdienste. Pas in 1933 werd en Orde van de Azteekse Adelaar ingesteld.
De orde wordt als uitgestorven beschouwd. Er is in de 21e eeuw geen nakomeling van Maximiliaan I of een van zijn geadopteerde zonen die zich als grootmeester opwerpt en de laatste ridders zijn rond 1900 gestorven.
In de heraldiek heeft deze orde weinig sporen nagelaten, al zouden de ridders hun versierselen en ketens om hun wapenschild hebben kunnen hangen. Keizer Maximiliaan gaf de voorrang aan de door hem ingestelde Keizerlijke Orde van de Mexicaanse Adelaar boven de Orde van Onze Lieve Vrouwe van Guadalupe en droeg de keten van de orde tijdens zijn kroning. Deze keten werd ook om het keizerlijke Mexicaanse wapen gehangen. De keten van de oudere Orde van Onze Lieve Vrouwe van Guadalupe werd daarentegen bij het tekenen van het wapen weggelaten.

## De graden
- Grootkruis met de Keten

De twaalf grootkruisen met de keten droegen een kleinood aan een gouden keten of aan een grootlint over de rechterschouder op de linkerheup. Op de linkerborst droegen zij een zilveren ster.
- Grootkruis

De vijfentwintig grootkruisen droegen een kleinood aan een grootlint over de rechterschouder op de linkerheup. Op de linkerborst droegen zij een zilveren ster.
- Grootofficier

De vijftig grootofficieren droegen een kleinood aan een lint om de hals. Op de rechterborst droegen zij een zilveren ster.
- Commandeur

De honderd Commandeurs droegen een kleinood aan een lint om de hals.
- Officier

De tweehonderd Officieren droegen een kleinood aan een lint met een rozet op de linkerborst.
- Ridder

De Ridders, zij werden in onbeperkte aantallen benoemd, droegen een kleinood aan een lint op de linkerborst.
De keizer liet in de statuten vastleggen dat buitenlandse benoemingen bij de hierboven opgegeven aantallen niet meetelden. Het aantal ridders ligt lager dan bij de Orde van Onze Lieve Vrouwe van Guadalupe. Bij de hoogste graad staat vermeld dat deze graad voor bevriende vorsten gedacht was.
De orde na de val van het keizerrijk
Keizer Maximilaan had geen kinderen en er kon geen sprake zijn vererving binnen het Aartshuis Oostenrijk. Daarom werd de kleinzoon van de eerste Mexicaanse keizer Agustín de Iturbide Agustín de Iturbide y Green in 1865 geadopteerd en tot troonopvolger benoemd. Maar voor Itúrbide jr. kon aantreden was de monarchie alweer afgeschaft.
De vierjarige die als Zijne Hoogheid Prins Agustín, Prins van Iturbide formeel de tweede grootmeester van de Orde van de Mexicaanse Adelaar en de vierde grootmeester van de Orde van Onze Lieve Vrouwe van Guadalupe was geworden heeft in 1881 afstand gedaan van al zijn rechten. Hij stierf in 1925.

## Protocol
In deze orde werden geen dames benoemd. Voor hen was de Orde van Sint-Karel, een Damesorde beschikbaar. Er was ook geen sprake van aan de orde verbonden medailles of kruisen voor onderofficieren en manschappen. Onderofficieren en mensen die een ambacht uitoefenden werden in het midden van de zeer standsbewuste 19e eeuw niet in een ridderorde opgenomen.
Dat de orde dezelfde graden bezat het Franse Legioen van Eer betekende dat keizer Maximiliaan de Franse troepen waarop hij steunde met een toepasselijke graad in zijn eigen ridderorde kon decoreren. In het internationaal diplomatiek verkeer is het gebruikelijk om een burger van een andere staat te decoreren met een onderscheiding die iets hoger is dan die die zij in van hun eigen regering mochten ontvangen. Zo werd een Frans officier, Ridder in het Legioen van Eer, door de Keizerlijk Mexicaanse regering in voorkomende gevallen tot Officier in de Militaire Divisie van Orde van Onze Lieve Vrouwe van Guadalupe benoemd. De Orde van de Mexicaanse Adelaar gold als een hogere en exclusievere onderscheiding. De keizer werd in Mexico door een groot Frans troepencontingent in het zadel gehouden. Er zijn dan ook een aantal Fransen in deze orde opgenomen en de versierselen duiken geregeld op op Europese veilingen.
De orde werd voor "schitterende en eervolle daden" van mensen van alle standen verleend, voor militaire en ambtelijke dienst en voor voortreffelijke prestaties op het gebied van literatuur en wetenschap.
Anders dan bij de Oostenrijkse orden die Maximiliaan in zijn jeugd in Wenen had leren kennen was er geen ordekleding voorzien. De prachtlievende en zeer op protocol gestelde keizer stelde ook geen ordekleding voor de Orde van de Mexicaanse Adelaar en evenmin voor de Orde van Onze Lieve Vrouwe van Guadalupe vast. Hij bepaalde wel dat de keten alleen bij "zeer grote feestelijkheden" gedragen zou worden. Over een kapittel was niet geregeld.

## Versierselen
Het kleinood bestaat uit een gekroonde gouden adelaar. Als verhoging van deze orde met een Europese thematiek is een grote gouden beugelkroon gekozen. De adelaar met de slang is een oud heidens Azteeks motief.
Het gouden kleinood was voor alle graden gelijk maar het verschilde sterk van grootte. De hogere graden droegen grotere kleinoden aan hun grootlint of commandeurslint.
De arend draagt een keizerskroon.
De arend en de slang herinneren aan de Azteekse God Quetzalcoatl, de "gevederde slang" en de mythe over de stichting van de stad Technolitan.
De attributen die de adelaar in zijn poten houdt staan voor "billijkheid" (de scepter) en "rechtvaardigheid" (het zwaard). Gritzner legt uit dat de adelaar de "slang van de tweedracht verscheurt" en dat hij op de groene kopalplant, een groen geëmailleerde cactus die ook als hiëroglief voor Mexico (stad) stond, zit.
De adelaar werd op een rood met groene edelstenen omringd rond medaillon in het midden van een achtpuntige zilveren ster gelegd en door de Grootkruisen op de linkerborst gedragen. Er zijn gouden sterren bekend. De variatie in de uitvoeringen kan men toeschrijven aan de smaak van de juwelier en hun opdrachtgevers. In een aantal gevallen heeft men ook op de punten van de stralen van de ster groene edelstenen gezet.
Aan de orde was ook een kostbare gouden keten verbonden die door de Grootkruisen om de hals werd gedragen. De in de schatkamer in Wenen bewaarde keten bestaat afwisselend uit schakels in de vorm van het gouden het opengewerkte monogram "MM" van keizer Maximiliaan en gouden arenden met gespreide vleugels die de slang in hun snavel houden. De cactus waarop deze adelaars zitten is groen geëmailleerd.
Het lint van de orde was donkergroen met twee brede purperen randen.